# Ferrite de bismuth
Pour les articles homonymes, voir BFO et Ferrite.
Le ferrite de bismuth est un oxyde de fer et de bismuth de formule BiFeO3, souvent abrégée en BFO dans la littérature technique et scientifique, de structure pérovskite.
Ce composé est multiferroïque, c'est-à-dire qu'il présente des propriétés ferroélectriques et ferromagnétiques. Il est également magnétoélectrique (en) car ces deux phénomènes sont couplés. C'est un des rares composés à présenter ce type de combinaison dans les conditions ambiantes de température et de pression. Pour cette raison, il s'est imposé comme un matériau modèle pour l'étude des multiferroïques, et fait l'objet d'une quantité considérable d'études expérimentales et théoriques.